# Stazione di Wolgot
La stazione di Wolgot (월곶, 月串, Wolgot-yeok) è una stazione ferroviaria della città di Siheung, città sudcoreana della regione del Gyeonggi. La stazione è servita dalla linea Suin gestita da Korail.

## Linee e servizi
Korail
■ Linea Suin  (Codice: K252)

## Binari
La stazione possiede due marciapiedi a isola con quattro binari passanti in su viadotto. I marciapiedi sono collegati al fabbricato viaggiatori situato al piano inferiore con scale fisse, mobili e ascensori.

### Schema binari
| 1-2 | ■ Linea Suin | per Woninjae, Songdo e Incheon |
| 3-4 | ■ Linea Suin | per Darwol e Oido              |

## Stazioni adiacenti
| «          | Servizio   | »              |
| Linea Suin | Linea Suin | Linea Suin     |
| ---------- | ---------- | -------------- |
| K251 Oido  | Locale     | Soraepogu K253 |